# T-Figur-Illusion

Figur 1: Die blaue Linie wirkt länger als die rote Linie (links). Die gleichen Linien nebeneinander (rechts)

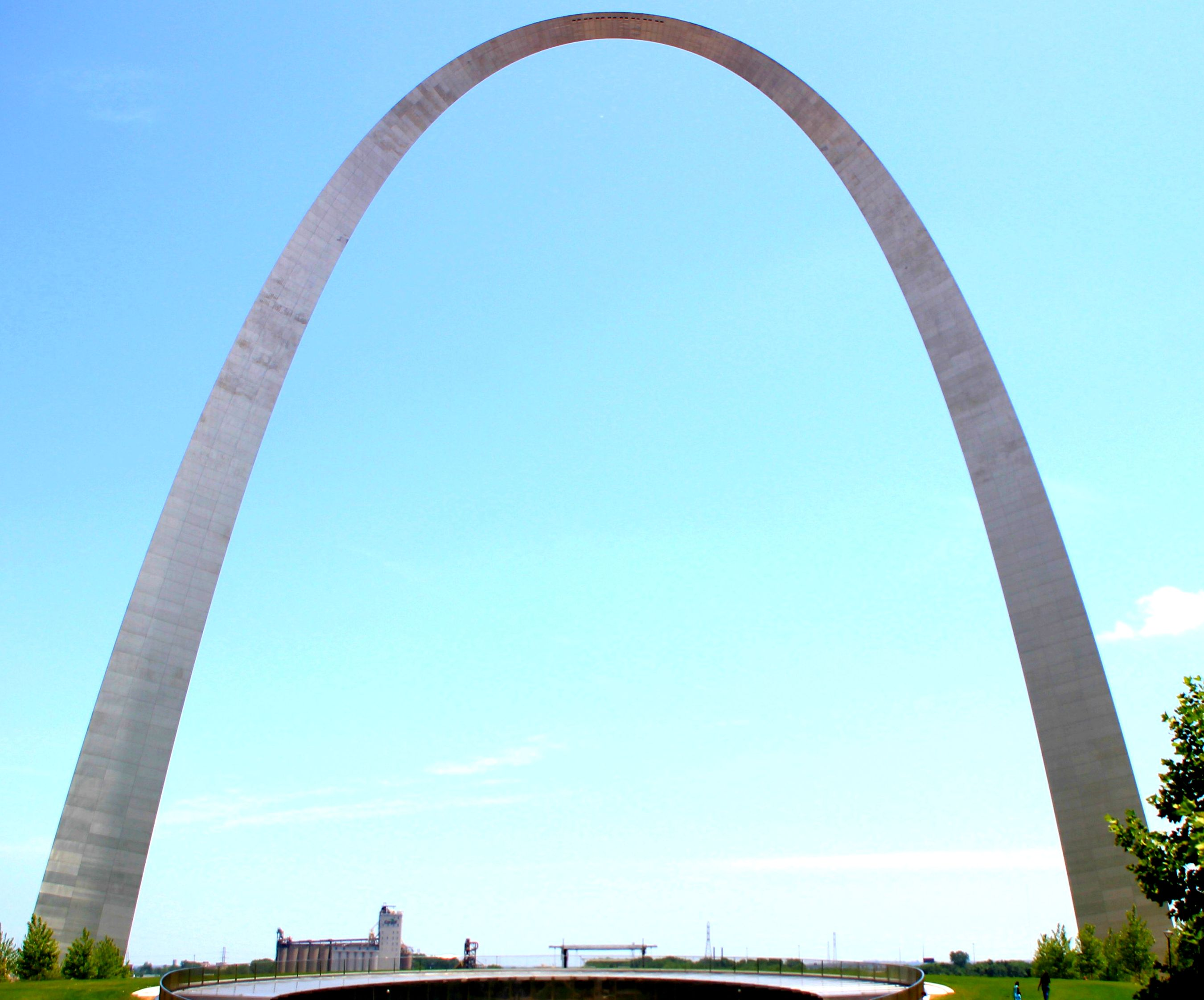
Figur 2: Gateway Arch

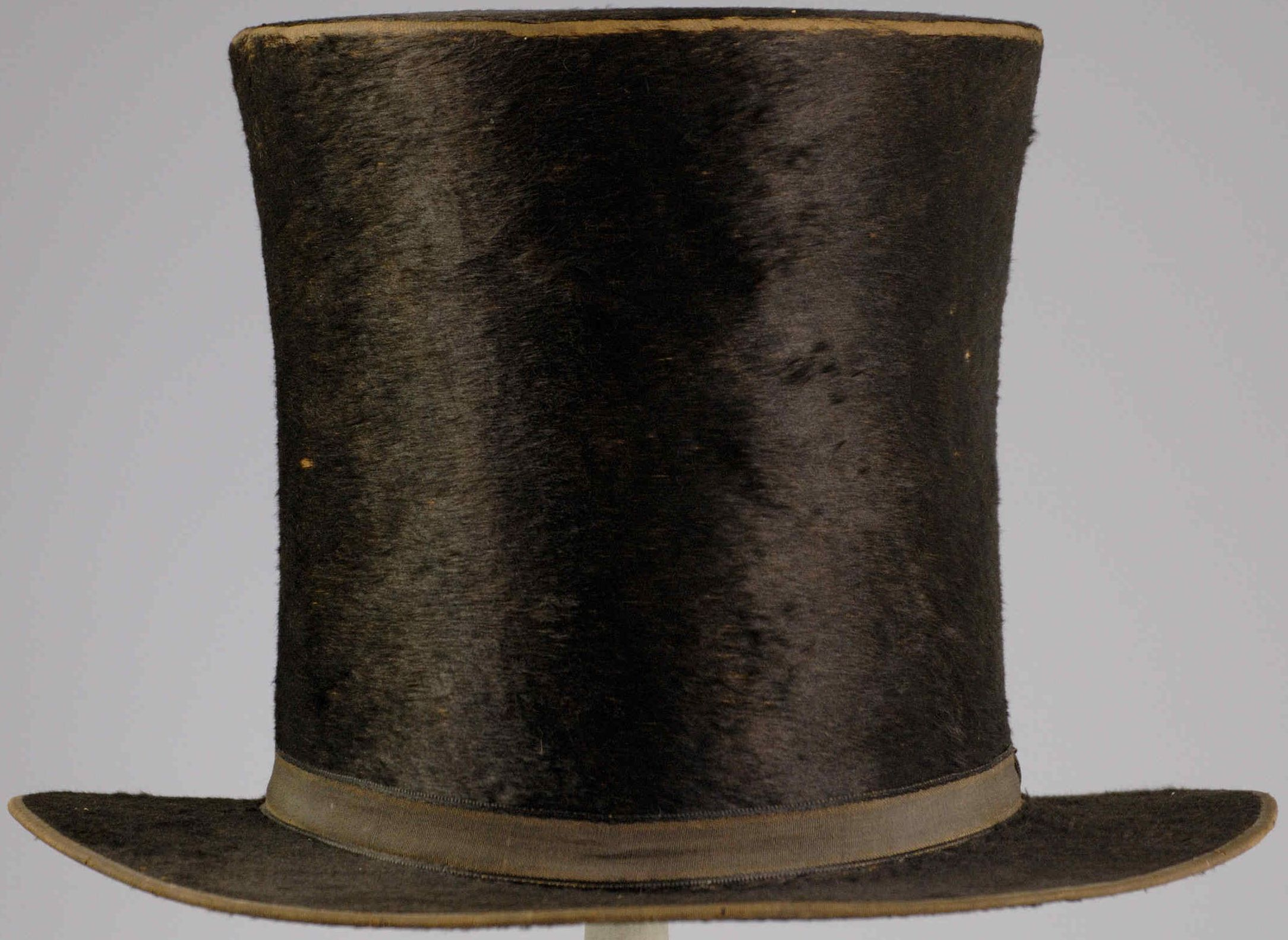
Figur 3: Zylinderhut

Die T-Figur-Illusion oder T-Illusion, auch Vertikalentäuschung oder Horizontal-Vertikal-Täuschung genannt,  ist eine optische Täuschung, bei der die senkrechte Linie länger wirkt als die waagerechte.
Trifft das Ende der senkrechten Linie auf die waagerechte Linie, meist in deren Mitte, so wirkt die senkrechte länger als die waagerechte Linie (Figur 1). Benannt wurde die Illusion nach dem Buchstaben T, bei dem das Phänomen auftritt. Es ist dennoch egal, ob die waagerechte  Linie über, unter oder seitwärts der anderen Linie verläuft.
Der Grund liegt darin, dass die scheinbar kürzere Linie geteilt erscheint; das Gehirn bekommt Schwierigkeiten beim Vermessen. Je dicker der senkrechte Balken, desto kürzer scheint die waagerechte Linie. Dies lässt vermuten, dass das Gehirn den Teil der waagerechten Linie, wo die Linien aufeinandertreffen, als Stück von der scheinbar längeren Linie hält.
Sind beide Linien in der gleichen Farbe, so kommt die Illusion besser zum Vorschein.
Weitere Beispiele dafür, dass die vertikale Richtung gegenüber der horizontalen überschätzt wird, zeigen Figur 2 und Figur 3. Der Gateway Arch in St. Louis (Figur 2) ist genau so breit wie hoch, nämlich jeweils 192 Meter, obwohl er höher erscheint. Auch der Zylinderhut (Figur 3) wird im Vergleich zum Durchmesser der Krempe höher wahrgenommen, obwohl der Durchmesser der Krempe sogar größer ist als die Höhe.
Wissenschaftler vermuten, dass die Überschätzung der Höhe im Vergleich zur Breite in der Natur des Menschen liegt, der durch die Gravitation seit jeher an den Erdboden gebunden ist. Die Überwindung eines Höhenkilometers ist unvergleichlich schwieriger als das ebenerdige Zurücklegen eines Kilometers.
Ähnliche optische Täuschungen sind die Müller-Lyer-Illusion und die L-Illusion.